# Валлійська колонія

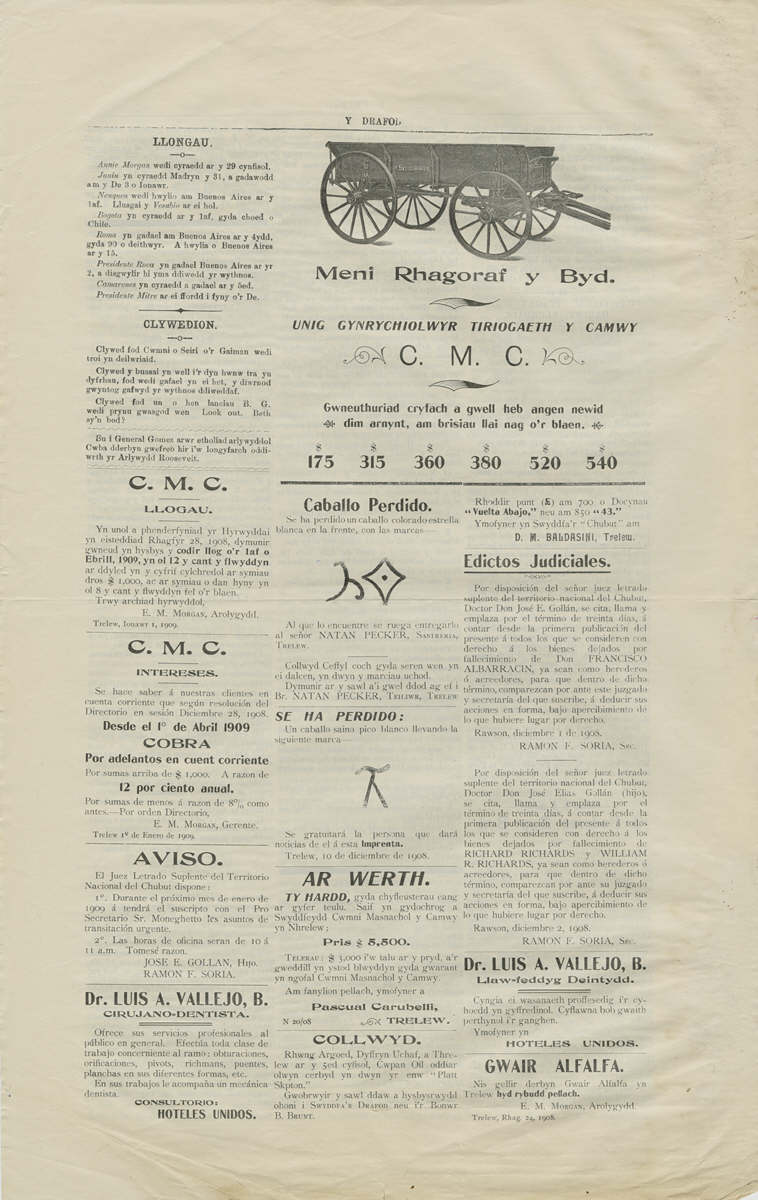
Номер газети патагонських валлійців Y Drafod від 9 січня 1909 року в Музеї Гаймана

Валлійська колонія (валл. Y Wladfa Gymreig, валлійська вимова: [ə wlaˈdəχva ɡəmˈreiɡ], або просто Y Wladfa, валлійська вимова: [ə ˈwladva]) — валлійське поселення в Аргентині, засноване в 1865 році. Інувало в основному уздовж узбережжя провінції Чубут в Патагонії. У XIX і на початку XX століття аргентинський уряд заохочував імміграцію європейців для заселення завойованих територій країни на південь від провінції Буенос-Айрес; в період з 1856 по 1875 рік між Санта-Фе та Ентре-Ріос було створено не менше ніж 34 населених пункти іммігрантів різних національностей. Крім основної колонії в Чубуті, менша за розмірами колонія була створена в Санта-Фе 44 валлійцями, які покинули Чубут, а інша їх група оселилася в муніципалітеті Коронель-Суарес в південній частині провінції Буенос-Айрес. На початку XXI століття близько 50000 патагонців мають валлійське походження.
У 19 і на початку 20 століття уряд Аргентини заохочував еміграцію з Європи для заселення Патагонії, яка до початку завоювання пустелі в 1870-х роках була terra nullius , на яку претендувала, але не контролювалася Аргентиною до 1884 року.
Між 1856 і 1875 роками в Санта-Фе і Ентре-Ріос було засновано 34 поселення іммігрантів різних національностей . На додаток до головної колонії в Чубуті, меншу колонію заснували в Санта-Фе 44 валлійці, які покинули Чубут, а інша група оселилася в Коронель-Суарес на півдні провінції Буенос-Айрес .
Валлійсько-аргентинська спільнота зосереджена на Ґеймані, Трелью та Тревеліні .  Існує 70 000 валлійських патагонців, однак, за оцінками Чубута, кількість носіїв патагонської валлійської мови становить близько 1500 осіб, тоді як за іншими оцінками, кількість людей становить 5 000.

### Історія

#### Перші поселенці 1865
Ідея валлійської колонії в Патагонії була висунута Майклом Д. Джонсом, валлійським націоналістичним нонконформістським проповідником, який базувався в Бала, Гвінед, який закликав до нового «маленького Уельсу за межами Уельсу». Він провів кілька років у Сполучених Штатах, де помітив, що валлійські іммігранти дуже швидко асимілювалися порівняно з іншими народами і часто втрачали значну частину своєї валлійської ідентичності.  Таким чином, первісна пропозиція полягала в тому, щоб заснувати новий Уельс за кордоном, де валлійські поселенці та їх культура були б загалом вільними від іноземного панування.  Він запропонував створити аВаллійськомовна колонія подалі від впливу англійської мови . Він вербував поселенців і забезпечував фінансування; Розглядалися Австралія, Нова Зеландія і навіть Палестина, але Патагонію було обрано через її ізоляцію та пропозицію аргентинців 100 квадратних миль (260 км 2) землі вздовж річки Чубут в обмін на заселення досі не завойованої землі Патагонії для Аргентини. . На Патагонію, включаючи долину Чубут, претендував Буенос-Айрес, але він мало контролював цю територію (на яку також претендувало Чилі).  Джонс листувався з аргентинським урядом щодо заселення території, відомої як Баїя- Бланка, де валлійські іммігранти могли зберегти свою мову та культуру. Уряд Аргентини задовольнив прохання, оскільки він передав їм контроль над великою ділянкою землі. Валлійський імміграційний комітет зібрався в Ліверпулі та опублікував довідник Llawlyfr y Wladfa , щоб оприлюднити схему створення валлійської колонії в Патагонії, яка була розповсюджена по всьому Уельсу.
Наприкінці 1862 року капітан Лав Джонс-Парі та Льюїс Джонс (на честь якого назвали Трелью) вирушили до Патагонії, щоб вирішити, чи підходить ця територія для валлійських емігрантів. Спочатку вони відвідали Буенос-Айрес, де провели переговори з міністром внутрішніх справ Гільєрмо Роусоном, а потім, дійшовши згоди, вирушили на південь. Вони дісталися Патагонії на невеликому кораблі під назвою " Канделарія " і були загнані штормом у бухту, яку назвали Порт-Мадрін , на честь маєтку Джонса-Парі в Уельсі. Місто, яке виросло поблизу місця, де вони висадилися, тепер називається Пуерто-Мадрін . Повернувшись до Уельсу, вони оголосили цю територію дуже придатною для колонізації.
28 липня 1865 року 153 валлійські поселенці прибули на борту чайного кліпера «Мімоза» .  Поселенці Мімози , включаючи кравців, шевців, теслярів, цегельників і шахтарів, складалися з 56 одружених дорослих, 33 неодружених або овдовілих чоловіків, 12 неодружених жінок (зазвичай сестер або служниць одружених іммігрантів) і 52 дітей; більшість (92) були з вугільних родовищ Південного Уельсу та англійських міських центрів.  Хліборобів було мало. Це було досить прикро, особливо коли вони виявили, що визначні пам'ятки місцевості були перепродані, і вони висадилися в посушливій напівпустелі з невеликою кількістю їжі; їм сказали, що ця місцевість схожа на рівнинний Уельс. На узбережжі було мало питної води, і група вирушила в прогулянку по висохлій рівнині з однією тачкою, щоб перевезти свої речі. Дехто загинув, а на марші народилася дитина Мері Хамфріс. Джон Вільямс був єдиним колоністом, який володів елементарними медичними навичками . Деякі поселенці були настільки розчаровані, що вони попросили британський уряд поселити їх на Фолклендських островах. Однак це прохання було проігноровано.
Коли вони досягли долини річки Чубут, їх першим поселенням була невелика фортеця на місці, яке згодом стало містом Роусон, нині столицею провінції Чубут .  Це згадувалося як Yr Hen Amddiffynfa («Стара фортеця»).  Перші будинки, побудовані із землі, були змиті раптовою повені в 1865 році, і замість них були побудовані нові будинки вищої якості.  Повені також змили посіви картоплі та кукурудзи.  Опадів у цьому районі було набагато менше, ніж очікували колоністи, що призвело до неврожаю.

#### Консолідація 1866—1888
Поселенці вперше вступили в контакт з місцевими жителями Теуельче майже через рік після прибуття. Після кількох важких перших років підозрілості та деякого насильства люди Теуельче встановили щирі стосунки з валлійцями та допомогли поселенню пережити перші нестачі їжі. Поселенці на чолі з Аароном Дженкінсом (чия дружина Рейчел була першою, хто висунув ідею систематичного використання зрошувальних каналів), незабаром створили першу в Аргентині іригаційну систему на основі річки Чубут (валлійською мовою, Afon Camwy , ' звивиста річка'), зрошуючи територію трьох-чотирьох миль (п'ять-шість км) з кожного боку 50-мильної (80-кілометрової) ділянки річки та створюючи найродючіші пшеничні угіддя Аргентини. До 1885 року виробництво пшениці досягло 6000 тонн, а пшениця, вироблена колонією, отримала золоту медаль на міжнародних виставках у Парижі та Чикаго .
Гирло річки Чубут було важким для навігації, оскільки воно було мілким і піщаними берегами, тому було вирішено, що потрібна залізниця, щоб з'єднати долину Нижнього Чубута з Пуерто-Мадрін (спочатку Порт-Мадрін) на Гольфо-Нуево на південній стороні річки Чубут. півострів Вальдес .  Льюїс Джонс був рушійною силою, і в 1884 році Конгрес Аргентини дозволив будівництво Центральної залізниці ЧубутЛьюїс Джонс і Сіа. Зібрати кошти для проекту на місцевому рівні виявилося складно, тому Льюїс Джонс поїхав шукати кошти до Сполученого Королівства, де він заручився допомогою інженера Асахела П. Белла. Роботи по залізниці почалися в 1886 році, чому сприяло прибуття ще 465 валлійських поселенців на пароплаві Vesta . Місто, яке виросло біля залізничної станції, було названо Трелью (місто Лью) на честь Льюїса Джонса.  Місто швидко росло і в 1888 році стало штаб-квартирою Compañía Mercantil del Chubut (Торгова компанія Чубут). Спочатку поселенці були переважно самоврядними, право голосу мали всі чоловіки та жінки віком від 18 років.
У січні 1868 року з'явилася перша газета колонії " Y Brut " («Хроніка»); Ein Breiniad (Наш привілей) вийшов у 1878 році. Обидва були недовго, лише по шість випусків кожної назви було поширено. Льюїс Джонс заснував Y Dravod (The Discussion) у 1891 році, і це мало більшу довговічність: щотижневий номер випускався до 1961 року.

#### Експансія до Анд 1885—1902
До середини 1880-х років більшість хороших сільськогосподарських угідь у долині Нижнього Чубута були захоплені, і колоністи організували ряд експедицій, щоб дослідити інші частини Патагонії, щоб знайти більше придатних для обробки земель. У 1885 році валлійці звернулися до губернатора провінції Чубут Луїса Хорхе Фонтани з проханням дозволити організувати експедицію для дослідження андської частини Чубута. Фонтана вирішив супроводжувати експедицію особисто. До кінця листопада 1885 року вони досягли родючої території, яку валлійці назвали Cwm Hyfryd (Приємна долина). До 1888 року це місце біля підніжжя Анд стало ще одним валлійським поселенням, названим іспанською Colonia 16 de Octubre. У міру зростання населення тут були засновані міста Ескель і Тревелін .
У 1893 році валлійською газетою під назвою Y Drafod («Розмова») Льюїс Джонс заснував валлійську газету в Y Wladfa.
Ця територія стала предметом угоди про кордон між Аргентиною та Чилі 1902 року. Спочатку кордон був визначений лінією, яка з'єднувала найвищі вершини в цьому районі, але пізніше з'ясувалося, що ця лінія не збігається з лінією, що розділяє вододіли, оскільки деякі річки в цьому районі течуть на захід. Аргентина та Чилі погодилися, що Сполучене Королівство має виступати арбітром, і було обговорено погляди валлійських поселенців. У 1902 році, незважаючи на пропозицію чилійської ліги землі кожній родині, вони проголосували за те, щоб залишитися в Аргентині.

#### Невдачі в долині Нижнього Чубута 1899—1915
Серйозних збитків завдали повені в 1890-х і 1900-х роках, які спустошили Роусон і, меншою мірою, Ґейман, хоча Трелью не постраждав. Також існували розбіжності між поселенцями та урядом Аргентини, який запровадив військову повинність і наполягав на тому, щоб чоловіки призовного віку проходили муштру по неділях. Це суперечило суботнім принципам поселенців і викликало багато невдоволення, хоча врешті це питання було вирішено завдяки втручанню президента Аргентини Хуліо Архентіно Рока . Ці фактори та відсутність незатребуваних сільськогосподарських земель змусили 234 людини вирушити до Ліверпуля на борту « Орісси» .14 травня 1902 року, 208 з них згодом вирушили до Канади, прибувши до Солткоутса, Саскачеван, наприкінці червня, хоча деякі з цих сімей пізніше повернулися до Чубута, а пізніше емігрували до Австралії. Деякі інші поселенці переїхали до провінції Ріо-Негро в Аргентині. Багато з тих, хто покинув Чубут, були пізно прибулими, які не змогли отримати власну землю, і їх замінили нові іммігранти з Уельсу. До кінця 19 століття в Чубуті проживало близько 4000 осіб валлійського походження. Остання значна міграція з Уельсу відбулася незадовго до Першої світової війни, що призупинило подальшу імміграцію. Приблизно 1000 валлійських іммігрантів прибули до Патагонії між 1886 і 1911 роками; на основі цієї та інших статистичних даних Глін Вільямс підрахував, що, мабуть, не більше 2300 валлійців коли-небудь мігрували безпосередньо до Патагонії.

#### Пізніший розвиток
Імміграція в цей район після 1914 року була в основному з Італії та інших південноєвропейських країн. Валлійська мова стала мовою меншини. Створення кооперативу, Cwmni Masnachol Camwy (ісп. Compañía Mercantil de Chubut), був важливим. Товариство здійснювало торгівлю від імені поселенців у Буенос-Айресі та діяло як банк із 14 відділеннями. Кооператив розпався під час Великої депресії 1930-х років. Будівництво дамби на річці Ріо-Чубут за 120 кілометрів (75 миль) на захід від Трелью, яке було урочисто відкрито 19 квітня 1963 року, усунуло ризик повені в долині Нижнього Чубута.
Валлійці залишили свій відбиток на ландшафті з вітряними млинами та каплицями по всій провінції, включно з характерним дерев'яним і гофрованим цинком Capel Salem і Trelew 's Salon San David. Багато поселень уздовж долини носять валлійські назви.
Під час репатріації британським урядом 11 313 аргентинських військовополонених, захоплених під час Фолклендської війни 1982 року, валлійськомовні британські торгові моряки та британські солдати з валлійської гвардії були шоковані, побачивши, що аргентинський військовополонений, який прямував додому, звернувся до них патагонською валлійською мовою. Пуерто Мадрін .  З тих пір тісні зв'язки між Уельсом і Y Wladfa були відновлені.
Стаття BBC 2001 року детально описує нещодавній візит до провінції Чубут архідруїда Мейріона Еванса  [ cy ] і 30 членів Gorsedd Cymru з метою відродження Gorsedd Y Wladfa на церемонії, що відбулася в спеціально побудованому кам'яному колі поблизу Ґеймана .
Щороку в містечку Тревелін проходить фестиваль Eisteddfod .  Журналісти Бі-Бі-Сі відвідали Eisteddfod del Chubut у Трелью 2001 року та спостерігали, як стілець Бардік вперше був нагороджений у Y Wladfa жінці-поетесі: власниці готелю Gaiman Моніці Джонс де Джонс, за Awdl на тему Rhyddid («Свобода»). Автор статті продовжив: «Сам патагонський айстеддфод, хоч і поділяє елементи, спільні для айстеддфодау в самому Уельсі, тим не менше, в інших відношеннях є зовсім іншою справою. Так само, як і валлійські народні мелодії, що переслідують, і декламації унікальною валлійською мовою патагонців з іспанським акцентом, є також захопливі демонстрації аргентинського народного танцю, який зобов'язаний усім культурою гаучо і нічим не більш скромними танцювальними процедурами батьківщини Уельсу»
Поточні конкурси Eisteddfod є двомовними, як патагонською валлійською, так і аргентинською іспанською, і включають поезію, прозу, літературні переклади (валлійська, іспанська, англійська, італійська та французька), музичні вистави, мистецтво, народні танці, фотографію та кіно. Eisteddfod del Juventud проводиться кожного вересня в Gaiman. Основний Eisteddfod del Chubut проводиться кожного жовтня в Trelew . Інші щорічні eisteddfodau проводяться в Тревеліні, в Андах і в Пуерто-Мадрін уздовж узбережжя Південної Атлантики .
У 2006 році в Пуерто-Мадрін відбувся перший тур із двома випробуваннями до Аргентини національної збірної Уельсу з регбі, у якому Аргентина перемогла з рахунком 27–25.
Станом на 2019 рік 1411 осіб пройшли курси валлійської мови в регіоні, що є найбільшим показником за всю історію проекту.  У провінції Чубут є три двомовні валлійсько-іспанські початкові школи, а саме Ysgol yr Hendre у Трелью, Ysgol Gymraeg y Gaiman у Ґеймані та Ysgol Y Cwm у Тревеліні.
У 2014 році професор Він Джеймс з Кардіффського університету підрахував, що в Патагонії близько 5000 людей розмовляють валлійською.
28 липня 2015 року відбулися урочистості з нагоди 150-річчя валлійської міграції. На святі був присутній перший міністр Уельсу Карвін Джонс .
У жовтні 2018 року Національний оркестр ВВС Уельсу здійснив історичний візит до Y Wladfa, щоб дати два концерти в нещодавно відремонтованому концертному залі, який раніше був фабрикою вовни на околиці Трелью. Ці виступи привабили тисячі місцевих відвідувачів і допомогли відзначити 150-ту річницю валлійської міграції. У концертах взяли участь валлійська арфістка Катрін Фінч і диригент Грант Ллевелін .

### Гімн
Гімн Y Wladfa — це переробка валлійського гімну " Hen Wlad Fy Nhadau " під назвою " Gwlad Newydd y Cymry " («Нова країна валлійців»). Новий гімн був написаний Льюїсом Евансом і співається на ту саму мелодію, що й " Hen Wlad Fy Nhadau «.

### Популярна культура
» Патагонія " — фільм про поселення валлійців в Аргентині.
У програмі Бі-бі-сі 2015 року Патагонія з Хью Едвардсом Хью Едвардс здійснює мрію свого життя дослідити Патагонію та унікальну спробу зберегти валлійську культуру, ізолюючи там валлійську громаду. Едвардс зустрічає нащадків перших поселенців і запитує, що залишилося від культури, яку їхні предки прагнули зберегти.